# Ремих (коммуна)
Ремих (люкс. Réimech, фр. Remich) — коммуна в Люксембурге, располагается в округе Гревенмахер. Коммуна Ремих является частью кантона Ремих. В коммуне находится одноимённый населённый пункт. Один из центров виноделия.
Население составляет 3153 человек (на 2008 год), в коммуне располагаются 1435 домашних хозяйств. Занимает площадь 10,63 км² (по занимаемой площади 104 место из 116 коммун). Наивысшая точка коммуны над уровнем моря составляет 302 м. (110 место из 116 коммун), наименьшая 142 м. (7 место из 116 коммун).